# Пользовательский контент
Пользовательский контент — различное информационно-значимое содержимое цифровых носителей, которое создается пользователями. Одно из базовых понятий в «Веб 2.0».
Понятие «пользовательского информационного материала» начало широко использоваться в сетевых публикациях в 2005 году, ранее же в основном использовалось в общении администраций различных ресурсов по работе с информационно-значимыми данными. Потребители были готовы получать бесплатный информационный материал о некоторых изделиях/продуктах через коммерческие радио- и телепередачи, а также — вместо рекламы этих продуктов.
Употребление этого понятия подразумевает использование всех технологий передачи и хранения информации для её доставки, а также — задействование таких проектов, как ЧаВо, сетевые дневники, подкасты, сетевые площадки для размещения в сети фото- и видео- материалов, а также — все вики-проекты. Применительно к этим технологиям, для распространения и публикации пользовательского/читательского информационного материала, может использоваться функциональное сочетание бесплатного программного обеспечения, открытого исходного кода проектов и гибкого лицензирования, чтобы уменьшить сложности в сотрудничестве.
Часто, «информационный материал, создаваемый читателями» может составлять только часть наполнения сетевого ресурса. Например, на Amazon.com большинство информационного материала сделано администраторами, но многочисленные отзывы пользователей о продуктах публикуются для посетителей сайта самими посетителями.

## Характеристики пользовательского контента
- Содержимое создаётся пользователем продукта или сервиса, а не компанией, которая продаёт данный продукт или сервис.
- Это содержимое довольно творческое и пользователи добавляют что-то новое к уже созданному.
- Эти идеи и содержимое опубликованы в интернете (онлайн) в открытом доступе для всех.

## Типы пользовательского контента
- Веб-форумы
- Блоги (Blogger, Tumblr, WordPress)
- Вики (Fandom, Википедия)
- Социальные сети (Facebook, Twitter, Instagram, ВКонтакте)
- Реклама (AdSense, iAd)
- Связи с общественностью
- Купонные распродажи
- Фанфик
- Имиджборды
- Искусство (deviantArt)
- Фото и видео (Picasa, Flickr, YouTube)
- Пользовательские рецензии, отзывы
- Аудио (SoundCloud)
- Краудфандинг (Kickstarter)